# Marquard Media Polska
Marquard Media Polska – polska spółka wydawnicza działająca na rynku od 1993 r. do 2021, jej właścicielem była szwajcarska spółka akcyjna Marquard Media International. Była jednym z największych polskich wydawców prasowych. W ostatnich latach rozwijała także portfolio internetowe – w 2012 roku nabyła serwisy Kozaczek.pl i Zeberka.pl, a w 2017 Grupę Papilot. Firma wydawała 6 magazynów i 9 serwisów internetowych.
Dotarcie tytułów to 8,2% populacji – czytało je ponad 2,4 miliona osób. Łączna sprzedaż wszystkich magazynów w 2016 roku wynosiła ponad 3 mln egzemplarzy.
Z końcem 2019 Marquard Media Polska zrezygnowała ze wszystkich magazynów drukowanych.
W maju 2021 sąd ogłosił upadłość przedsiębiorstwa. 1 lipca 2024 spółka zakończyła działalność, a istniejące wtedy i wydawane przez nią tytuły zostały przejęte przez spółkę New Media Wave należącą do funduszu inwestycyjnego Venture Capital 2.0.

## Wydawane tytuły
- Playboy Polska
- Cosmopolitan
- CKM
- polska edycja Esquire (od 27 lutego 2015 roku)
- Joy
- Harper’s Bazaar
- www.kozaczek.pl
- www.papilot.pl
- www.zeberka.pl
- 2007-2009 Sekrety Serca
- Olivia
- Shape
- Hot Moda
- Pani Domu
- Cienie i Blaski
- Sztandar (dawniej Sztandar Młodych)
- Jamie Olivier
- Voyage